# Luis Prieto
Pour les articles homonymes, voir Luis Prieto (linguiste) et Prieto.
Luis Prieto est un footballeur espagnol né le 19 février 1979 à Bilbao.
Luis Prieto a joué 182 matchs en 1re division espagnole et 8 matchs en Coupe de l'UEFA.

## Palmarès
Vierge